# Scelte all'Entry Draft dei Vancouver Canucks
In questa voce sono elencate tutte le scelte fatte dalla squadra dei Canucks di Vancouver ai draft della National Hockey League a partire dalla stagione 1970-71, quando sono entrati nella lega.
Il primo giocatore scelto nella storia dei Canucks fu Dale Tallon, un difensore dei Toronto Marlboro, seconda scelta assoluta del NHL Amateur Draft 1970. Nel 1988 i Canucks scelsero Trevor Linden dai Medicine Hat Tigers. Attualmente Linden è il leader di tutti i tempi per partite giocate con la maglia dei Canucks e pure l'attuale presidente delle Hockey Operations.
I Canucks hanno avuto tredici volte una scelta tra le prime cinque, ma non hanno mai avuto la prima scelta assoluta. I Canucks sono una delle due franchigie nella NHL che hanno scelto due fratelli gemelli nello stesso anno: Daniel Sedin seconda scelta assoluta e Henrik Sedin terzo assoluto nel 1999.

## 1970
| Rd | Nr | Nome           | Naz               | Ruolo | Squadra                      | RS  | PO | Note |
| -- | -- | -------------- | ----------------- | ----- | ---------------------------- | --- | -- | ---- |
| 1  | 2  | Dale Tallon    | Canada (bandiera) | D     | Toronto Marlboros (OHA)      | 222 | -  |      |
| 2  | 16 | Jim Hargreaves | Canada (bandiera) | D     | Winnipeg Jets (WCHL)         | 66  | -  |      |
| 3  | 30 | Ed Dyck        | Canada (bandiera) | P     | Calgary Centennials (WCHL)   | 49  | -  |      |
| 4  | 44 | Brent Taylor   | Canada (bandiera) | A     | Estevan Bruins (WCHL)        | -   | -  |      |
| 5  | 58 | Bill McFadden  | Canada (bandiera) | -     | Swift Current Broncos (WCHL) | -   | -  |      |
| 6  | 72 | Dave Gilmour   | Canada (bandiera) | A     | London Knights (OHA)         | -   | -  |      |

## 1971
| Rd | Nr  | Nome               | Naz                    | Ruolo | Squadra                          | RS  | PO | Note |
| -- | --- | ------------------ | ---------------------- | ----- | -------------------------------- | --- | -- | ---- |
| 1  | 3   | Jocelyn Guevremont | Canada (bandiera)      | D     | Canadien Jr. de Montréal (OHA)   | 225 | -  |      |
| 2  | 17  | Bobby Lalonde      | Canada (bandiera)      | A     | Canadien Jr. de Montréal (OHA)   | 353 | 10 |      |
| 3  | 39  | Richard Lemieux    | Canada (bandiera)      | A     | Canadien Jr. de Montréal (OHA)   | 192 | -  |      |
| 5  | 59  | Mike McNiven       | Canada (bandiera)      | A     | Hamilton Red Wings (OHA)         | -   | -  |      |
| 6  | 73  | Tim Steeves        | Canada (bandiera)      | D     | PEI Islanders                    | -   | -  |      |
| 7  | 87  | Bill Green         | Stati Uniti (bandiera) | D     | Notre Dame Fighting Irish (NCAA) | -   | -  |      |
| 8  | 101 | Norm Cherrey       | Canada (bandiera)      | A     | Wisconsin Badgers (NCAA)         | -   | -  |      |
| 8  | 102 | Bob Murphy         | Canada (bandiera)      | A     | Cornwall Royals (QMJHL)          | -   | -  |      |

## 1972
| Rd | Nr  | Nome             | Naz               | Ruolo | Squadra                    | RS  | PO | Note |
| -- | --- | ---------------- | ----------------- | ----- | -------------------------- | --- | -- | ---- |
| 1  | 3   | Don Lever        | Canada (bandiera) | A     | Niagara Falls Flyers (OHA) | 593 | 10 |      |
| 2  | 19  | Bryan McSheffrey | Canada (bandiera) | A     | Ottawa 67's (OHA)          | 87  | -  |      |
| 3  | 35  | Paul Raymer      | Canada (bandiera) | A     | Peterborough Petes (OHA)   | -   | -  |      |
| 4  | 51  | Ron Homenuke     | Canada (bandiera) | A     | Calgary Centennials (WCHL) | 1   | -  |      |
| 5  | 67  | Larry Bolonchuk  | Canada (bandiera) | D     | Winnipeg Jets (WCHL)       | 15  | -  |      |
| 6  | 83  | Dave McClelland  | Canada (bandiera) | P     | Penticton Broncos (BCJHL)  | 2   | -  |      |
| 7  | 99  | Danny Gloor      | Canada (bandiera) | A     | Peterborough Petes (OHA)   | 2   | -  |      |
| 8  | 115 | Dennis McCord    | Canada (bandiera) | D     | London Knights (OHA)       | 3   | -  |      |
| 9  | 131 | Steve Stone      | Canada (bandiera) | A     | Niagara Falls Flyers (OHA) | 2   | -  |      |

## 1988
| Rd | Nr  | Nome                | Naz                    | Ruolo | Squadra                        | RS   | PO  | Note                                                        |
| -- | --- | ------------------- | ---------------------- | ----- | ------------------------------ | ---- | --- | ----------------------------------------------------------- |
| 1  | 2   | Trevor Linden       | Canada (bandiera)      | A     | Medicine Hat Tigers (WHL)      | 1140 | 118 | King Clancy Memorial Trophy (1997) #16 ritirato dai Canucks |
| 2  | 33  | Leif Rohlin         | Svezia (bandiera)      | D     | Västerås (Elitserien)          | 95   | 5   |                                                             |
| 3  | 44  | Dane Jackson        | Canada (bandiera)      | A     | Vernon Lakers (BCJHL)          | 15   | 6   |                                                             |
| 6  | 107 | Corrie D'Alessio    | Canada (bandiera)      | P     | Cornell Big Red (NCAA)         | -    | -   |                                                             |
| 6  | 122 | Phil Von Stefenelli | Canada (bandiera)      | D     | Boston U. Terriers (NCAA)      | -    | -   |                                                             |
| 7  | 128 | Dixon Ward          | Canada (bandiera)      | A     | ND Fighting Hawks (NCAA)       | 103  | 9   |                                                             |
| 8  | 149 | Greg Geldart        | Canada (bandiera)      | A     | St. Albert Saints (AJHL)       | -    | -   |                                                             |
| 9  | 170 | Roger Akerstrom     | Svezia (bandiera)      | D     | Luleå (Elitserien)             | -    | -   |                                                             |
| 10 | 191 | Paul Constantin     | Canada (bandiera)      | A     | Lake Superior S. Lakers (NCAA) | -    | -   |                                                             |
| 11 | 212 | Chris Wolanin       | Stati Uniti (bandiera) | D     | University of Illinois (NCAA)  | -    | -   |                                                             |
| 12 | 233 | Stefan Nilsson      | Svezia (bandiera)      | A     | Färjestad (Elitserien)         | -    | -   |                                                             |

## 1997
| Rd | Nr  | Nome            | Naz               | Ruolo | Squadra                    | RS  | PO | Note |
| -- | --- | --------------- | ----------------- | ----- | -------------------------- | --- | -- | ---- |
| 1  | 10  | Brad Ference    | Canada (bandiera) | D     | Spokane Chiefs (WHL)       | -   | -  |      |
| 2  | 34  | Ryan Bonni      | Canada (bandiera) | D     | Saskatoon Blades (WHL)     | 3   | -  |      |
| 2  | 36  | Harold Druken   | Canada (bandiera) | A     | Detroit Whalers (OHL)      | 118 | 4  |      |
| 3  | 64  | Kyle Freadrich  | Canada (bandiera) | A     | Regina Pats (WHL)          | -   | -  |      |
| 4  | 90  | Chris Stanley   | Canada (bandiera) | A     | Belleville Bulls (OHL)     | -   | -  |      |
| 5  | 114 | David Darguzas  | Canada (bandiera) | A     | Edmonton Ice (WHL)         | -   | -  |      |
| 5  | 117 | Matt Cockell    | Canada (bandiera) | P     | Saskatoon Blades (WHL)     | -   | -  |      |
| 6  | 144 | Matt Cooke      | Canada (bandiera) | A     | Windsor Spitfires (OHL)    | 566 | 32 |      |
| 6  | 148 | Larry Shapley   | Canada (bandiera) | A     | Peterborough Petes (OHL)   | -   | -  |      |
| 7  | 171 | Rod Leroux      | Canada (bandiera) | D     | Seattle Thunderbirds (WHL) | -   | -  |      |
| 8  | 201 | Denis Martynyuk | Russia (bandiera) | A     | CSKA Mosca (Superliga)     | -   | -  |      |
| 9  | 227 | Peter Brady     | Canada (bandiera) | P     | Powell River Kings (BCHL)  | -   | -  |      |

## 1998
| Rd | Nr  | Nome             | Naz                    | Ruolo | Squadra                         | RS  | PO | Note |
| -- | --- | ---------------- | ---------------------- | ----- | ------------------------------- | --- | -- | ---- |
| 1  | 4   | Bryan Allen      | Canada (bandiera)      | D     | Oshawa Generals (OHL)           | 216 | 7  |      |
| 2  | 31  | Artem Chubarov   | Russia (bandiera)      | A     | CSKA Mosca (Superliga)          | 228 | 27 |      |
| 3  | 68  | Jarkko Ruutu     | Finlandia (bandiera)   | A     | HIFK (SM-liiga)                 | 267 | 24 |      |
| 3  | 81  | Justin Morrison  | Stati Uniti (bandiera) | A     | Colorado C. Tigers (NCAA)       | -   | -  |      |
| 4  | 90  | Regan Darby      | Canada (bandiera)      | D     | Tri-City Americans (WHL)        | -   | -  |      |
| 5  | 136 | David Ytfeldt    | Svezia (bandiera)      | -     | Leksand (Elitserien)            | -   | -  |      |
| 5  | 140 | Rick Bertran     | Canada (bandiera)      | D     | Kitchener Rangers (OHL)         | -   | -  |      |
| 6  | 149 | Paul Cabana      | Canada (bandiera)      | A     | Fort McMurray Oil Barons (AJHL) | -   | -  |      |
| 7  | 177 | Vince Malts      | Stati Uniti (bandiera) | A     | Hull Olympiques (QMJHL)         | -   | -  |      |
| 8  | 204 | Graig Mischler   | Stati Uniti (bandiera) | A     | Northeastern U. Huskies (NCAA)  | -   | -  |      |
| 8  | 219 | Curtis Valentine | Stati Uniti (bandiera) | A     | Bowling Green Falcons (NCAA)    | -   | -  |      |
| 9  | 232 | Jason Metcalfe   | Canada (bandiera)      | D     | London Knights (OHL)            | -   | -  |      |

## 1999
| Rd | Nr  | Nome               | Naz                   | Ruolo | Squadra                       | RS  | PO | Note                                      |
| -- | --- | ------------------ | --------------------- | ----- | ----------------------------- | --- | -- | ----------------------------------------- |
| 1  | 2   | Daniel Sedin       | Svezia (bandiera)     | A     | MODO (Elitserien)             | 906 | 96 | Art Ross Trophy; Ted Lindsay Award (2011) |
| 1  | 3   | Henrik Sedin       | Svezia (bandiera)     | A     | MODO (Elitserien)             | 940 | 99 | Art Ross Trophy; Ted Lindsay Award (2010) |
| 3  | 69  | Rene Vydareny      | Slovacchia (bandiera) | D     | Slovan Bratislava (Extraliga) | -   | -  |                                           |
| 5  | 129 | Ryan Thorpe        | Canada (bandiera)     | A     | Spokane Chiefs (WHL)          | -   | -  |                                           |
| 6  | 172 | Josh Reed          | Canada (bandiera)     | D     | Vernon Vipers (BCHL)          | -   | -  |                                           |
| 7  | 189 | Kevin Swanson      | Canada (bandiera)     | P     | Kelowna Rockets (WHL)         | -   | -  |                                           |
| 8  | 218 | Markus Kankaanpera | Finlandia (bandiera)  | D     | JYP (SM-liiga)                | -   | -  |                                           |
| 9  | 271 | Darrell Hay        | Canada (bandiera)     | D     | Tri-City Americans (WHL)      | -   | -  |                                           |

## 2000
| Giro | Scelta | Giocatore      | Naz                    | Pos | Squadra (Lega)              | Partite RS | Partite PO | Note |
| ---- | ------ | -------------- | ---------------------- | --- | --------------------------- | ---------- | ---------- | ---- |
| 1    | 23     | Nathan Smith   | Canada (bandiera)      | A   | Swift Current Broncos (WHL) | 4          | 4          |      |
| 3    | 71     | Thatcher Bell  | Canada (bandiera)      | A   | Rimouski Océanic (QMJHL)    | -          | -          |      |
| 3    | 93     | Tim Branham    | Stati Uniti (bandiera) | D   | Barrie Colts (OHL)          | -          | -          |      |
| 5    | 144    | Pavel Duma     | Russia (bandiera)      | A   | Neftechimik (Superliga)     | -          | -          |      |
| 7    | 208    | Brandon Reid   | Canada (bandiera)      | A   | Halifax Mooseheads (QMJHL)  | 13         | 10         |      |
| 8    | 241    | Nathan Barrett | Canada (bandiera)      | A   | Lethbridge Hurricanes (WHL) | -          | -          |      |
| 9    | 272    | Tim Smith      | Canada (bandiera)      | A   | Spokane Chiefs (WHL)        | -          | -          |      |

## 2001
| Giro | Scelta | Giocatore            | Naz                    | Pos | Squadra (Lega)               | Partite RS | Partite PO | Note |
| ---- | ------ | -------------------- | ---------------------- | --- | ---------------------------- | ---------- | ---------- | ---- |
| 1    | 16     | R.J. Umberger        | Stati Uniti (bandiera) | A   | Ohio State Buckeyes (NCAA)   | -          | -          |      |
| 3    | 66     | Fëdor Fëdorov        | Russia (bandiera)      | A   | Sudbury Wolves (OHL)         | 15         | -          |      |
| 4    | 114    | Evgeny Gladskikh     | Russia (bandiera)      | A   | Magnitogorsk (Superliga)     | -          | -          |      |
| 5    | 151    | Kevin Bieksa         | Canada (bandiera)      | D   | Bowling Green Falcons (NCAA) | 461        | 65         |      |
| 7    | 212    | Jason King           | Canada (bandiera)      | A   | Halifax Mooseheads (QMJHL)   | 55         | 1          |      |
| 8    | 245    | Konstantin Mikhailov | Russia (bandiera)      | A   | Neftechimik (Superliga)      | -          | -          |      |

## 2002
| Giro | Scelta | Giocatore      | Naz                    | Pos | Squadra (Lega)                   | Partite RS | Partite PO | Note |
| ---- | ------ | -------------- | ---------------------- | --- | -------------------------------- | ---------- | ---------- | ---- |
| 2    | 49     | Kirill Koltsov | Russia (bandiera)      | D   | Avangard Omsk (Superliga)        | -          | -          |      |
| 2    | 55     | Denis Grot     | Russia (bandiera)      | D   | Kristall Elektrostal (VHL)       | -          | -          |      |
| 3    | 68     | Brett Skinner  | Canada (bandiera)      | D   | Des Moines Buccaneers (USHL)     | -          | -          |      |
| 3    | 83     | Lukas Mensator | Rep. Ceca (bandiera)   | P   | Energie Karlovy Vary (Extraliga) | -          | -          |      |
| 4    | 114    | John Laliberte | Stati Uniti (bandiera) | A   | Boston U. Terriers (NCAA)        | -          | -          |      |
| 5    | 151    | Rob McVicar    | Canada (bandiera)      | P   | Brandon Wheat Kings (WHL)        | 1          | -          |      |
| 7    | 214    | Marc-Andre Roy | Canada (bandiera)      | A   | Baie-Comeau Drakkar (QMJHL)      | -          | -          |      |
| 7    | 223    | Ilya Krikunov  | Russia (bandiera)      | A   | Kristall Elektrostal (VHL)       | -          | -          |      |
| 8    | 247    | Nathan McIver  | Canada (bandiera)      | P   | Lake Superior S. Lakers (NCAA)   | -          | -          |      |
| 9    | 277    | Thomas Nussli  | Svizzera (bandiera)    | A   | Zugo (NLA)                       | -          | -          |      |
| 9    | 278    | Matt Gens      | Canada (bandiera)      | A   | St. Cloud State Huskies (NCAA)   | -          | -          |      |

## 2003
| Rd | Nr  | Nome                     | Naz                    | Ruolo | Squadra                    | RS  | PO | Note                         |
| -- | --- | ------------------------ | ---------------------- | ----- | -------------------------- | --- | -- | ---------------------------- |
| 1  | 23  | Ryan Kesler              | Stati Uniti (bandiera) | A     | Ohio State Buckeyes (NCAA) | 655 | 57 | Frank J. Selke Trophy (2011) |
| 2  | 60  | Marc-Andre Bernier       | Canada (bandiera)      | A     | Halifax Mooseheads (QMJHL) | -   | -  |                              |
| 4  | 111 | Brandon Nolan            | Canada (bandiera)      | A     | Oshawa Generals (OHL)      | -   | -  |                              |
| 4  | 128 | Ty Morris                | Canada (bandiera)      | A     | St. Albert Saints (AJHL)   | -   | -  |                              |
| 5  | 160 | Nicklas Danielsson       | Svezia (bandiera)      | A     | Brynäs (J20 SuperElit)     | -   | -  |                              |
| 6  | 190 | Chad Brownlee            | Canada (bandiera)      | D     | Vernon Vipers (BCHL)       | -   | -  |                              |
| 7  | 222 | Francois-Pierre Guenette | Canada (bandiera)      | A     | Halifax Mooseheads (QMJHL) | -   | -  |                              |
| 8  | 252 | Sergei Topol             | Russia (bandiera)      | A     | Avangard Omsk (Superliga)  | -   | -  |                              |
| 8  | 254 | Nathan McIver            | Canada (bandiera)      | D     | St. Michael's Majors (OHL) | 18  | -  |                              |
| 9  | 285 | Matthew Hansen           | Canada (bandiera)      | D     | Seattle Thunderbirds (WHL) | -   | -  |                              |

## 2004
| Giro | Scelta | Giocatore       | Naz                    | Pos | Squadra (Lega)                | Partite RS | Partite PO | Note                              |
| ---- | ------ | --------------- | ---------------------- | --- | ----------------------------- | ---------- | ---------- | --------------------------------- |
| 1    | 26     | Cory Schneider  | Stati Uniti (bandiera) | P   | Phillips Academy (NEPSAC)     | 98         | 10         | William M. Jennings Trophy (2011) |
| 3    | 91     | Alexander Edler | Svezia (bandiera)      | D   | Jämtland HF (Division 1)      | 431        | 59         |                                   |
| 4    | 125    | Andrew Sarauer  | Canada (bandiera)      | A   | Langley Hornets (BCHL)        | -          | -          |                                   |
| 5    | 159    | Mike Brown      | Stati Uniti (bandiera) | A   | Michigan Wolverines (NCAA)    | 39         | 2          |                                   |
| 6    | 189    | Julien Ellis    | Canada (bandiera)      | P   | Shawinigan Cataractes (QMJHL) | -          | -          |                                   |
| 8    | 254    | David Schulz    | Canada (bandiera)      | D   | Swift Current Broncos (WHL)   | -          | -          |                                   |
| 9    | 287    | Jannik Hansen   | Danimarca (bandiera)   | A   | Malmö (J20 SuperElit)         | 318        | 58         |                                   |

## 2005
| Giro | Scelta | Giocatore         | Naz                   | Pos | Squadra (Lega)            | Partite RS | Partite PO | Note |
| ---- | ------ | ----------------- | --------------------- | --- | ------------------------- | ---------- | ---------- | ---- |
| 1    | 10     | Luc Bourdon       | Canada (bandiera)     | D   | Val-d'Or Foreurs (QMJHL)  | 36         | -          |      |
| 2    | 51     | Mason Raymond     | Canada (bandiera)     | A   | Camrose Kodiaks (AJHL)    | 374        | 55         |      |
| 4    | 114    | Alexandre Vincent | Canada (bandiera)     | P   | Chic. Saguenéens (QMJHL)  | -          | -          |      |
| 5    | 138    | Matt Butcher      | Canada (bandiera)     | A   | Chilliwack Chiefs (BCHL)  | -          | -          |      |
| 6    | 185    | Kris Fredheim     | Canada (bandiera)     | D   | Notre Dame Hounds (SJHL)  | -          | -          |      |
| 7    | 205    | Mario Bliznak     | Slovacchia (bandiera) | A   | Dukla Trenčín (Extraliga) | 6          | -          |      |

## 2006
| Giro | Scelta | Giocatore       | Naz                 | Pos | Squadra (Lega)              | Partite RS | Partite PO | Note |
| ---- | ------ | --------------- | ------------------- | --- | --------------------------- | ---------- | ---------- | ---- |
| 1    | 15     | Michael Grabner | Austria (bandiera)  | A   | Spokane Chiefs (WHL)        | 20         | 9          |      |
| 3    | 82     | Daniel Rahimi   | Svezia (bandiera)   | D   | IF Björklöven (Allsvenskan) | -          | -          |      |
| 6    | 163    | Sergei Shirokov | Russia (bandiera)   | A   | CSKA Mosca (RHL)            | 8          | -          |      |
| 6    | 167    | Juraj Simek     | Svizzera (bandiera) | A   | Kloten Flyers (NLA)         | -          | -          |      |
| 7    | 197    | Evan Fuller     | Canada (bandiera)   | A   | Prince George Cougars (WHL) | -          | -          |      |

## 2007
| Giro | Scelta | Giocatore               | Naz                    | Pos | Squadra (Lega)               | Partite RS | Partite PO | Note |
| ---- | ------ | ----------------------- | ---------------------- | --- | ---------------------------- | ---------- | ---------- | ---- |
| 1    | 25     | Patrick White           | Stati Uniti (bandiera) | A   | Tri-City Storm (USHL)        | -          | -          |      |
| 2    | 33     | Taylor Ellington        | Canada (bandiera)      | D   | Everett Silvertips (WHL)     | -          | -          |      |
| 5    | 145    | Charles-Antoine Messier | Canada (bandiera)      | A   | Baie-Comeau Drakkar (QMJHL)  | -          | -          |      |
| 5    | 146    | Ilya Kablukov           | Russia (bandiera)      | A   | CSKA Mosca (RHL)             | -          | -          |      |
| 6    | 176    | Taylor Matson           | Stati Uniti (bandiera) | A   | Des Moines Buccaneers (NCAA) | -          | -          |      |
| 7    | 206    | Dan Gendur              | Canada (bandiera)      | A   | Everett Silvertips (WHL)     | -          | -          |      |

## 2008
| Giro | Scelta | Giocatore     | Naz                 | Pos | Squadra (Lega)              | Partite RS | Partite PO | Note |
| ---- | ------ | ------------- | ------------------- | --- | --------------------------- | ---------- | ---------- | ---- |
| 1    | 10     | Cody Hodgson  | Canada (bandiera)   | A   | Brampton Battalion (OHL)    | 71         | 12         |      |
| 2    | 41     | Yann Sauve    | Canada (bandiera)   | D   | Saint John Sea Dogs (QMJHL) | 5          | -          |      |
| 5    | 131    | Prab Rai      | Canada (bandiera)   | A   | Seattle Thunderbirds (WHL)  | -          | -          |      |
| 6    | 161    | Mats Froshaug | Norvegia (bandiera) | A   | Linköping (J20 SuperElit)   | -          | -          |      |
| 7    | 191    | Morgan Clark  | Canada (bandiera)   | P   | Red Deer Rebels (WHL)       | -          | -          |      |

## 2009
| Giro | Scelta | Giocatore        | Naz                    | Pos | Squadra (Lega)              | Partite RS | Partite PO | Note |
| ---- | ------ | ---------------- | ---------------------- | --- | --------------------------- | ---------- | ---------- | ---- |
| 1    | 22     | Jordan Schroeder | Stati Uniti (bandiera) | A   | Minnesota Gophers (WCHA)    | 31         | -          |      |
| 2    | 53     | Anton Rodin      | Svezia (bandiera)      | A   | Brynäs (J20 SuperElit)      | -          | -          |      |
| 3    | 83     | Kevin Connauton  | Canada (bandiera)      | D   | W. Michigan Broncos (CCHA)  | -          | -          |      |
| 4    | 113    | Jeremy Price     | Canada (bandiera)      | D   | Nepean Raiders (CJHL)       | -          | -          |      |
| 5    | 143    | Peter Andersson  | Svezia (bandiera)      | D   | Frölunda (J20 SuperElit)    | -          | -          |      |
| 6    | 173    | Joe Cannata      | Stati Uniti (bandiera) | P   | Merrimack Warriors (HEA)    | -          | -          |      |
| 7    | 187    | Steven Anthony   | Canada (bandiera)      | D   | Saint John Sea Dogs (QMJHL) | -          | -          |      |

## 2010
| Giro | Scelta | Giocatore         | Naz                    | Pos | Squadra (Lega)             | Partite RS | Partite PO | Note |
| ---- | ------ | ----------------- | ---------------------- | --- | -------------------------- | ---------- | ---------- | ---- |
| 4    | 115    | Ludwig Blomstrand | Stati Uniti (bandiera) | D   | Milton Academy (ISL)       | -          | -          |      |
| 5    | 145    | Adam Polasek      | Rep. Ceca (bandiera)   | D   | P.E.I. Rocket (QMJHL)      | -          | -          |      |
| 6    | 172    | Alex Friesen      | Canada (bandiera)      | A   | Niagara IceDogs (OHL)      | -          | -          |      |
| 6    | 175    | Jonathan Iilahti  | Finlandia (bandiera)   | P   | Espoo Blues (SM-liiga)     | -          | -          |      |
| 7    | 250    | Sawyer Hannay     | Canada (bandiera)      | D   | Halifax Mooseheads (QMJHL) | -          | -          |      |

## 2011
| Giro | Scelta | Giocatore          | Naz                    | Pos | Squadra (Lega)                | Partite RS | Partite PO | Note |
| ---- | ------ | ------------------ | ---------------------- | --- | ----------------------------- | ---------- | ---------- | ---- |
| 1    | 29     | Nicklas Jensen     | Danimarca (bandiera)   | A   | Oshawa Generals (OHL)         | 19         | -          |      |
| 3    | 71     | David Honzik       | Rep. Ceca (bandiera)   | G   | Victoriaville Tigres (QMJHL)  | -          | -          |      |
| 3    | 90     | Alexandre Grenier  | Canada (bandiera)      | A   | Halifax Mooseheads (QMJHL)    | -          | -          |      |
| 4    | 101    | Joseph LaBate      | Stati Uniti (bandiera) | A   | Academy of Holy Angels (USHS) | -          | -          |      |
| 4    | 120    | Ludwig Blomstrand  | Svezia (bandiera)      | A   | Djurgården (J20 SuperElit)    | -          | -          |      |
| 5    | 150    | Frank Corrado      | Canada (bandiera)      | D   | Sudbury Wolves (OHL)          | 18         | 4          |      |
| 6    | 180    | Pathrik Westerholm | Svezia (bandiera)      | A   | Malmö (J20 SuperElit)         | -          | -          |      |
| 7    | 210    | Henrik Tommernes   | Svezia (bandiera)      | A   | Frölunda (J20 SuperElit)      | -          | -          |      |

## 2012
| Rd | Nr  | Nome             | Naz                    | Ruolo | Squadra                        | RS | PO | Note |
| -- | --- | ---------------- | ---------------------- | ----- | ------------------------------ | -- | -- | ---- |
| 1  | 26  | Brendan Gaunce   | Canada (bandiera)      | A     | Belleville Bulls (OHL)         | -  | -  |      |
| 2  | 57  | Alexandre Mallet | Canada (bandiera)      | A     | Rimouski Océanic (QMJHL)       | -  | -  |      |
| 5  | 174 | Ben Hutton       | Canada (bandiera)      | D     | Nepean Raiders (CCHL)          | -  | -  |      |
| 6  | 177 | Wesley Myron     | Canada (bandiera)      | A     | Victoria Grizzlies (BCHL)      | -  | -  |      |
| 7  | 207 | Matt Beattie     | Stati Uniti (bandiera) | A     | Phillips Exeter Academy (USHS) | -  | -  |      |

## 2013
| Rd | Nr  | Nome             | Naz                    | Ruolo | Squadra                    | RS | PO | Note |
| -- | --- | ---------------- | ---------------------- | ----- | -------------------------- | -- | -- | ---- |
| 1  | 9   | Bo Horvat        | Canada (bandiera)      | A     | London Knights (OHL)       | -  | -  |      |
| 1  | 24  | Hunter Shinkaruk | Canada (bandiera)      | A     | Medicine Hat Tigers (WHL)  | -  | -  |      |
| 3  | 85  | Cole Cassels     | Canada (bandiera)      | A     | Oshawa Generals (OHL)      | -  | -  |      |
| 4  | 115 | Jordan Subban    | Canada (bandiera)      | D     | Belleville Bulls (OHL)     | -  | -  |      |
| 5  | 145 | Anton Cederholm  | Svezia (bandiera)      | D     | Rögle (J20 SuperElit)      | -  | -  |      |
| 6  | 175 | Mike Williamson  | Canada (bandiera)      | D     | Spruce Grove Saints (AJHL) | -  | -  |      |
| 7  | 205 | Miles Liberati   | Stati Uniti (bandiera) | D     | London Knights (OHL)       | -  | -  |      |

## 2014
| Rd | Nr  | Nome             | Naz                    | Ruolo | Squadra                      | RS | PO | Note |
| -- | --- | ---------------- | ---------------------- | ----- | ---------------------------- | -- | -- | ---- |
| 1  | 9   | Jake Virtanen    | Canada (bandiera)      | A     | Calgary Hitmen (WHL)         | -  | -  |      |
| 1  | 24  | Jared McCann     | Canada (bandiera)      | A     | S.S. Marie Greyhounds (OHL)  | -  | -  |      |
| 2  | 36  | Thatcher Demko   | Stati Uniti (bandiera) | P     | Boston College Eagles (NCAA) | -  | -  |      |
| 3  | 66  | Nikita Tryamkin  | Russia (bandiera)      | D     | Avtomobilist (KHL)           | -  | -  |      |
| 5  | 146 | Gustav Forsling  | Svezia (bandiera)      | D     | Linköping (SHL)              | -  | -  |      |
| 6  | 156 | Kyle Pettit      | Canada (bandiera)      | A     | Erie Otters (OHL)            | -  | -  |      |
| 7  | 186 | Mackenze Stewart | Canada (bandiera)      | D     | Prince Albert Raiders (WHL)  | -  | -  |      |